# Bikar
Bikar é um atol desabitado na Cadeia Ratak das Ilhas Marshall. É um dos menores atóis das Ilhas Marshall e está localizado em 12°14'N 170°8'E. Devido ao seu relativo isolamento das ilhas principais do grupo, Bikar tem uma flora e fauna em grande parte intacta que subsiste em condição relativamente intocada.

## Geografia
Está localizado a 10 km a norte do atol Majuro, a capital das Ilhas Marshall, 320 km de Bokak a sul-sudeste, e 115 km a norte de Utirik, o atol mais próximo habitado. A sua área é de 0,5 km², em torno de uma lagoa de 37,4 km ². É constituído por 6 ilhas.

## Clima
Bikar é um dos mais secos atóis das Ilhas Marshall, tendo um caráter semi-árido. A temperatura média anual é de aproximadamente 28 °C. A precipitação média anual é inferior a 45 polegadas, e cai principalmente durante os meses de julho a outubro. Os ventos Predominantes são de norte e nordeste.